# Camora (futbolista)
Mário Jorge Malico Paulino (Samora Correia, 10 de noviembre de 1986), más conocido como Camora, es un futbolista portugués, naturalizado rumano, que juega de defensa en el CFR Cluj de la Liga I. Es internacional con la selección de fútbol de Rumania.

## Carrera deportiva
Camora comenzó su carrera deportiva en el C. A. Valdevez, con el que debutó en 2005, marchándose un año después al S. C. Beira-Mar, con el que debutó en la Primeira Liga, disputando dos partidos durante la temporada 2006-07, uno frente al Estrela Amadora y otro frente al S. L. Benfica.
En 2007 fue cedido al Pampilhosa, y en 2008 abandonó definitivamente el club, para jugar en el Naval 1º de Maio, que se encontraba en la Primeira Liga.

### CFR Cluj
En 2011, el Naval descendió de categoría, por lo que decidió marcharse del club portugués, recalando en el CFR Cluj de la Liga I de Rumania.
El 17 de abril de 2018 se convirtió en el jugador con más partidos de liga disputados con el CFR Cluj, después de disputar 202 partidos, mientras que en enero de 2019 renovó tres temporadas con el conjunto rumano, con la intención de retirarse en el Cluj.

## Selección nacional
Después de casarse en Rumania, Camora, obtuvo la nacionalidad rumana, lo que le hacía elegible por la selección de dicho país. El 8 de octubre de 2020 debutó con la selección de fútbol de Rumania, en la derrota de su selección por 2-1 frente a la selección de fútbol de Islandia en un partido de clasificación para la Eurocopa 2020. En este partido se convirtió en el jugador de mayor edad en debutar con la selección de Rumania, con 33 años, 10 meses y 28 días.

## Clubes
| Club                      | País     | Año       |
| ------------------------- | -------- | --------- |
| C. A. Valdevez            | Portugal | 2005-2006 |
| S. C. Beira-Mar           | Portugal | 2006-2008 |
| F. C. Pampilhosa (cedido) | Portugal | 2007      |
| Naval 1º de Maio          | Portugal | 2008-2011 |
| CFR Cluj                  | Rumania  | 2011-act. |

## Palmarés

### Títulos nacionales
| Título               | Club     | País    | Año  |
| -------------------- | -------- | ------- | ---- |
| Liga I               | CFR Cluj | Rumania | 2012 |
| Copa de Rumania      | CFR Cluj | Rumania | 2016 |
| Liga I               | CFR Cluj | Rumania | 2018 |
| Supercopa de Rumania | CFR Cluj | Rumania | 2018 |
| Liga I               | CFR Cluj | Rumania | 2019 |
| Liga I               | CFR Cluj | Rumania | 2020 |
| Supercopa de Rumania | CFR Cluj | Rumania | 2020 |
| Liga I               | CFR Cluj | Rumania | 2021 |
| Liga I               | CFR Cluj | Rumania | 2022 |
| Copa de Rumania      | CFR Cluj | Rumania | 2025 |